# Paula Botet
Paula Botet (Sallanches, 19 dicembre 2000) è una biatleta francese.

## Biografia
Paula Botet, residente a La Bresse e attiva dalla stagione 2017-2018, ha vinto la medaglia d'oro nella staffetta ai Mondiali juniores di Lenzerheide 2020 e di Obertilliach 2021; in Coppa del Mondo ha esordito il 7 gennaio 2022 a Oberhof in sprint (39ª) e ha conquistato la prima vittoria, nonché primo podio, il 9 gennaio 2025 nelle medesime località e specialità. Non ha preso parte a rassegne olimpiche o iridate.

## Palmarès

### Mondiali juniores
- 2 medaglie:
  - 2 ori (staffetta a Lenzerheide 2020; staffetta a Obertilliach 2021)

### Coppa del Mondo
- Miglior piazzamento in classifica generale: 34ª nel 2025
- 3 podi (1 individuale, 2 a squadre):
  - 1 vittoria (individuale)
  - 1 secondo posto (a squadre)
  - 1 terzo posto (a squadre)

#### Coppa del Mondo - vittorie
| Data            | Località | Paese    | Specialità |
| --------------- | -------- | -------- | ---------- |
| 10 gennaio 2025 | Oberhof  | Germania | SP         |

Legenda:

SP = sprint